# Puntcontactdiode

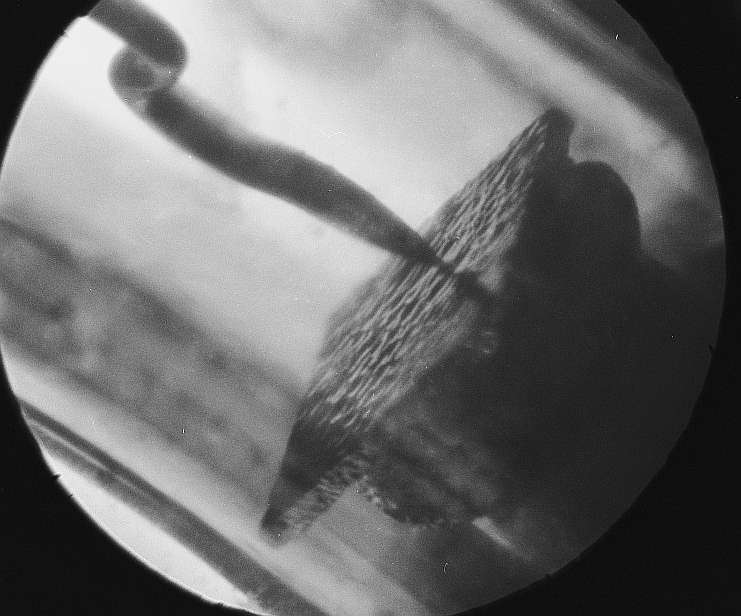
Binnenste van een puntcontactdiode

Een puntcontactdiode is een halfgeleiderdiode waarvan één elektrode als een puntvormig draadje is uitgevoerd dat tegen een stukje halfgeleiderkristal drukt. 

## Geschiedenis
Men had experimenteel ontdekt dat sommige kristallen, zoals galeniet, onder bepaalde voorwaarden de elektrische stroom maar in één richting goed doorlaten, dus als gelijkrichter kunnen worden gebruikt. Daartoe drukte men met een dun draadje, de catwhisker, kattesnor genoemd, met een scherpe punt op het kristal en zocht naar de juiste plek.
Dergelijke kristaldetectoren werden in de begintijd van de radiotechniek gebruikt om het signaal te detecteren, dat wil zeggen te demoduleren.
Uit onderzoek bleek dat natuurlijke verontreinigingen in het kristal het genoemde effect veroorzaakten. Tegenwoordig worden dergelijke verontreinigingen bewust in kristallen aangebracht.
Toen de oorzaak van het gelijkrichteffect bekend was, kon men kristaldiodes maken. Deze puntcontactdiodes bestonden uit een stukje n-gedoopt germanium- of siliciumkristal, waartegen de scherpe punt van een draadje drukte. Door deze constructie stuurde men een stroomstoot, met als gevolg dat het puntje versmolt met het kristal en daarin een zone met p-verontreiniging vormde. Zo ontstond een pn-overgang en daarmee een diode.

## Werking
De puntcontactdiode berust eigenlijk op het halfgeleiderprincipe, maar de opbouw is anders, en soms worden ook andere materialen toegepast. De puntcontactdiode heeft een primitieve opbouw. Dit was dan ook een van de eerste op het halfgeleiderprincipe gebaseerde diodes die in de praktijk werden toegepast. Een dergelijke diode bestaat in het algemeen uit een blok metaal van het n-type halfgeleider, waarop een naaldpunt van een metaal uit de scandiumgroep, uit groep 3 van het periodiek systeem wordt geplaatst. Enig metaal van deze punt migreert dan in de halfgeleider waardoor er ter plekke een spontane pn-overgang wordt opgebouwd die als diode functioneert.

## Toepassingen
Deze dioden werden vroeger als detectors in radio-ontvangers toegepast. Een primitieve vorm van puntcontactdiode voor radio-ontvangst verkrijgt men door op een stalen scheermes een fijngeslepen potloodpunt te plaatsen, na enig zoeken naar een geschikt punt op het oppervlak van het scheermes, verkrijgt men dan een bruikbare diode. Deze techniek werd in de Tweede Wereldoorlog in krijgsgevangenkampen gebruikt om een primitieve AM-radio te construeren.
Puntcontactdiodes worden nog steeds gebruikt vanwege de geringe afmetingen van de pn-overgang. Deze diodes zijn daarom zeer geschikt voor gebruik bij hoge frequenties, maar zij zijn door hun constructie niet geschikt om er een sterke stroom doorheen te laten gaan.